# ラファエラ・シルバ
ラファエラ・ロペス・シルバ（Rafaela Lopes Silva、1992年4月24日 - ）は、ブラジルのリオデジャネイロ市シダーデ・デ・デウス (Cidade de Deus) 出身の柔道家。身長169 cm。階級は57 kg級。

## 人物
映画シティ・オブ・ゴッドの舞台ともなったリオデジャネイロの西部にあるファヴェーラ（貧民街）「シダーデ・デ・デウス（神の町の意）」という麻薬と暴力が渦巻くと言われるスラム街に生まれるが、8歳の時に姉のラケル・シルバとともに柔道を習い始めると、アテネオリンピック柔道81 kg級銅メダリストのフラビオ・カントが代表を務めるNGO組織「レアソン」の支援の下でさらに力を付け始め、2008年の世界ジュニアでは16歳で優勝を飾った。2009年の世界選手権では準々決勝で日本の松本薫に指導2で敗れるなどして5位となった。2010年の世界選手権では初戦で日本の宇高菜絵に判定で敗れた。2011年の世界選手権では決勝まで進むも、日本の佐藤愛子の背負投で一本負けして2位に終わった。
このように、シルバは国際大会で活躍することによって国から毎月1500レアル（約7万8800円）の報奨金の他にスポンサーから巨額の支援を受けることで現在はスラム街から脱出して生活はかなり楽になったという。
2012年7月のロンドンオリンピックでは2回戦でハンガリーのヘドヴィグ・カラカスを相手に優勢に試合を進めて、肩車で一旦は技ありを取ったものの足を掴んで掛けた技と判断されて反則負けになった。その試合後、ツイッターには「黒人だから劣っている」などの人種差別的な中傷が多数寄せられると、シルバも「くそったれ、ばか野郎」などと応戦したが、後に乱暴な言葉遣いについては謝罪した。この件に関して、ブラジルオリンピック委員会はシルバへの差別発言を投稿した者に対する法的措置の検討を表明した。また、スポーツ大臣もこの一件に関する捜査を連邦警察に要請した。
ロンドンオリンピック以降は階級を63kg級に上げたが、思ったほど芳しい成績を上げられなかったため再び階級を57kg級に下げた。2013年8月に地元リオデジャネイロで開催された世界選手権では決勝でアメリカのマルティ・マロイを開始早々の出足払で破って、世界選手権初優勝を飾った。
2016年8月に地元開催のリオデジャネイロオリンピックで決勝まで進むと、モンゴルのドルジスレン・スミヤを技ありで破って金メダルを獲得した。この決勝では、開始1分過ぎにシルバがドルジスレンの支釣込足を朽木倒のような形（IJF発表は隅落）で切り返して技ありを取った。このポイントを守りきったシルバが優勝することとなったが、ポイントを取った場面ではドルジスレンの左袖を持ったシルバの右手の肘がドルジスレンの左脚にもろに触れていたために、帯から下に触れる行為を反則負けとする現行ルールに抵触する行為だとして、モンゴルのファンからIJFのFacebookに抗議や侮辱の声が渦巻くことになった。これに対してIJFは、シルバはポイントを取った際に標準的な組み方をしており、テクニカルアセスメントに記されている「取が両手でしっかりと組んで攻撃している場合、攻撃中に（取の腕が）受の脚に触れてもよい」により、シルバの攻撃に問題はなかったとの公式見解を示した。（2018年、IJFは標準的な組み方でなくても相手の袖や襟を持った腕の肘で相手の脚や帯より下を掬ったり、抑えたりすることは構わないことを明示する。）大会後のインタビューでは、「（前回のオリンピックで敗れた際に）私が檻の中に入れられるべきと言った人たちがいましたが、このメダルが彼らへの私からの回答です」と語った。また、LGBTであることを明らかにした。
2017年の世界選手権では初戦でポルトガルのテルマ・モンテイロに敗れるも、世界団体では2位となった。2018年の世界選手権では初戦でカナダのジェシカ・クリムカイトに敗れた。2019年のパンアメリカン競技大会で優勝するも、世界選手権では準決勝で世界チャンピオンの芳田司に合技で敗れて3位だった。世界団体では3位になった。その後、パンアメリカン競技大会で優勝した際のドーピング検査で、ぜんそくなどの治療に用いられるフェノテロールの陽性反応を示したことにより金メダルをはく奪された。シルバ側はぜんそくを患った乳児と接触していたことが原因だと弁明している。その直後に地元で開催されたグランドスラム・ブラジリアに出場して3位になると、ミリタリーワールドゲームズでは優勝した。2020年1月にIJFは、パンアメリカン競技大会におけるドーピング違反を理由に、シルバに対して2年間の出場停止処分を科した。シルバ側はCASに処分の不服を申し立てるという。2020年12月21日、CASはシルバ側の訴えを棄却。処分が確定し、2020年東京オリンピックへの出場が不可能になった。2021年1月には総合格闘技へ転向するとも報じられたが、フェイクニュースだとしてそれを否定した。処分から復帰すると、2021年10月のミリタリーワールドゲームズでは優勝した。2022年のグランドスラム・ブダペストでは、決勝で舟久保遥香に反則負けして2位だった。世界選手権では決勝で舟久保を内股の技ありで破って、2013年以来9年ぶりに2度目の世界選手権優勝を成し遂げた。2023年の世界選手権では2回戦で敗れた。パンアメリカン競技大会では優勝した。2024年に地元で開催されたパンアメリカン・オセアニア選手権では決勝でカナダの出口クリスタに反則勝ちして優勝した。2024年にはリオデジャネイロオリンピック以来8年ぶりのオリンピックとなるパリオリンピックに出場を果たすと、準決勝で韓国のホ・ミミに反則負けを喫すると、3位決定戦でも舟久保に反則負けを喫してメダルを獲得することができなかった。パリオリンピック混合団体では、3位決定戦のイタリア戦の代表戦で勝利するなどして、チームの銅メダル獲得に貢献した。その後階級を63㎏級に上げると、2025年のグランドスラム・アスタナで3位になった。
2014年までに初段を取得。IJF世界ランキングは5833ポイント獲得で5位(25/6/2)。

## 主な戦績
57kg級での戦績
- 2008年 - ドイツジュニア国際 2位
- 2008年 - 世界ジュニア 優勝
- 2009年 - ワールドカップ・マドリード 優勝
- 2009年 - グランドスラム・リオデジャネイロ 3位
- 2009年 - ワールドカップ・サンパウロ 3位
- 2009年 - 世界選手権 5位
- 2009年 - ワールドカップ・バーミンガム 3位
- 2010年 - テューリンゲンジュニア国際 優勝
- 2010年 - ポルトガルジュニア国際 優勝
- 2010年 - ワールドカップ・サンパウロ 5位
- 2011年 - グランプリ・デュッセルドルフ 優勝
- 2011年 - パンナム選手権 3位
- 2011年 - ロシアジュニア国際 3位
- 2011年 - イタリアジュニア国際 優勝
- 2011年 - グランドスラム・リオデジャネイロ 2位
- 2011年 - ワールドカップ・サンパウロ 優勝
- 2011年 - ワールドカップ・マルガリータ島 2位
- 2011年 - ワールドカップ・サンサルバドル 優勝
- 2011年 - 世界選手権 2位
- 2011年 - パンアメリカン競技大会 2位
- 2011年 - グランドスラム・東京 3位
- 2012年 - ワールドマスターズ2012 3位
- 2012年 - グランプリ・デュッセルドルフ 3位
- 2012年 - パンナム選手権 優勝

63kg級での戦績
- 2012年 - 世界団体 3位
- 2012年 - グランドスラム・東京 3位

57kg級での戦績
- 2013年 - パンナム選手権 優勝
- 2013年 - ワールドマスターズ 7位
- 2013年 - グランドスラム・モスクワ 3位
- 2013年 - 世界選手権 優勝
- 2013年 - グランプリ・青島 2位
- 2013年 - グランドスラム・東京 5位
- 2014年 - グランドスラム・パリ 3位
- 2014年 - ヨーロッパオープン・ローマ 優勝
- 2014年 - パンナム選手権 2位
- 2014年 - グランドスラム・東京 3位
- 2015年 - グランプリ・デュッセルドルフ 優勝
- 2015年 - パンアメリカン競技大会 3位
- 2016年 - グランプリ・ハバナ 3位
- 2016年 - グランドスラム・パリ 3位
- 2016年 - グランプリ・デュッセルドルフ 5位
- 2016年 - グランプリ・トビリシ 優勝
- 2016年 - パンナム選手権 3位
- 2016年 - グランドスラム・バクー 5位
- 2016年 - リオデジャネイロオリンピック 優勝
- 2017年 - グランプリ・トビリシ 2位
- 2017年 - グランドスラム・エカテリンブルグ 3位
- 2017年 - 世界団体 2位
- 2017年 - グランドスラム・アブダビ 2位
- 2018年 - グランプリ・ブダペスト　優勝
- 2018年 -　グランプリ・カンクン　優勝
- 2019年 - ヨーロッパオープン・オーバーヴァルト　2位
- 2019年 - グランドスラム・デュッセルドルフ　2位
- 2019年 - グランプリ・トビリシ　2位
- 2019年 - パンナム選手権 2位
- 2019年 - グランドスラム・バクー　優勝
- 2019年 - グランプリ・ブダペスト　優勝
- 2019年 - パンアメリカン競技大会　優勝(後に失格)
- 2019年 - 世界選手権　3位
- 2019年 - 世界団体　3位
- 2019年 -　グランドスラム・ブラジリア　3位
- 2019年 - ミリタリーワールドゲームズ　優勝
- 2021年 -　世界軍人選手権大会　優勝
- 2022年 -　グランプリ・アルマダ 優勝
- 2022年 -　パンアメリカン・オセアニア選手権　3位
- 2022年 -　グランドスラム・トビリシ 3位
- 2022年 -　グランドスラム・ブダペスト 2位
- 2022年 -　世界選手権　優勝
- 2023年 -　グランプリ・アルマダ　2位
- 2023年 -　グランドスラム・アンタルヤ　優勝
- 2023年 - パンアメリカン・オセアニア選手権　2位
- 2023年 - パンアメリカン競技大会　優勝
- 2024年 -　グランドスラム・トビリシ　3位
- 2024年 - パンアメリカン・オセアニア選手権　優勝
- 2024年 - グランドスラム・アスタナ　2位
- 2024年 - パリオリンピック　5位
- 2024年 -  パリオリンピック混合団体 3位

63㎏級での戦績
- 2025年 -　パンアメリカン・オセアニア選手権　2位
- 2025年 -　グランドスラム・アスタナ　3位
- 2025年 - 世界選手権　5位

（出典、JudoInside.com）